# 脑鸟属
脑鸟属（学名：Cerebavis，由拉丁文中表示“脑”的cerebrum及表示“鸟”的avis组成）是扇尾类恐龙已灭绝的一个属，生存于晚白垩世中坎帕期，所获知于俄罗斯伏尔加格勒州梅罗瓦卡组发现的一个不完整的颅骨（PIN 5028/2）。该颅骨原由俄罗斯古生物学家叶甫根尼·库罗奇金等人于2006年描述为反鸟类大脑化石。库罗奇金等人将脑鸟描述为具有显著的祖征混合特征，如发达的嗅觉系统，以及脑部硕大等现生鸟类进阶特征。同时，他们还在化石中发现了爬行类或鸟类大脑均不具备的各种奇异独特特征，包括中脑上发育良好的听结节，以及较现生鸟类或始祖鸟都要更加突出的颅顶眼。
2011年，该化石被重新解释为残破的颅骨而非大脑化石，并认为脑鸟可能不属于反鸟类，甚至可能是个疑名。2015年，同一作者对标本进行了详细的重新研究，并得出结论称其属于扇尾类而非反鸟类，遂修改其鉴定。脑鸟貌似缺少眶后骨，因此也缺少分隔颞颥孔的颞骨棒，颅顶很薄，且颅骨的各块骨头之间高度融合，据此将其重新鉴定为扇尾类。虽不像当初认为的那样保存了大脑本身，但颅骨表面与大脑形状及其脑颅内模（脑壳内部形状）密切对应。与库罗奇金等人最初的解释相比，其脑部更类似现生鸟类，缺少大型松果体，嗅球大小也与现生鸟类相仿。值得注意的是，尽管尺寸与形状都很进阶，但脑鸟似乎缺少亢皮质，是一种在现生鸟类大脑中发现的结构，这表明其脑部与现生鸟类并不完全一致。